# Pseudopostega gracilis
Pseudopostega gracilis là một loài bướm đêm thuộc họ Opostegidae. Nó là loài duy nhất được tìm thấy ở primary rainforest ở đông bắc Guyane thuộc Pháp.
Chiều dài cánh trước là 2.3-2.5 mm. Adults are mostly white. Con trưởng thành bay vào tháng 1.